# Tachydromia interrupta
Tachydromia interrupta är en tvåvingeart som först beskrevs av Friedrich Hermann Loew 1864.  Tachydromia interrupta ingår i släktet Tachydromia och familjen puckeldansflugor. Inga underarter finns listade i Catalogue of Life.